# Auðun Helgason
Audun Helgason (ur. 18 czerwca 1974) – islandzki piłkarz grający na pozycji obrońcy.

## Kariera klubowa
Wychowanek klubu Hafnarfjarðar, w którym występował do 1995 roku. W dwóch kolejnych sezonach reprezentował barwy Leiftur, w drugiej połowie 1997 roku wyjechać do Szwajcarii. W barwach Neuchâtel Xamax występował przez zaledwie kilka miesięcy. W 1998 roku trafił do Viking FK. Kolejnymi klubami, w których występował były belgijski KSC Lokeren i szwedzka Landskrona BoIS. W 2005 roku powrócił na Islandię. Grał kolejno w Hafnarfjarðar, Fram, Grindavíkur, a od 2011 roku w Selfoss

## Kariera reprezentacyjna
W reprezentacji Islandii zadebiutował 19 sierpnia 1998 roku w towarzyskim meczu przeciwko Łotwie. Na boisku przebywał przez pełne 90 minut, a debiut uświetnił zdobytą bramką. W latach 1998–2005 rozegrał w niej 35 meczów, w których zdobył jedną bramkę.
| Mecze i gole w reprezentacji | Mecze i gole w reprezentacji | Mecze i gole w reprezentacji     | Mecze i gole w reprezentacji | Mecze i gole w reprezentacji | Mecze i gole w reprezentacji | Mecze i gole w reprezentacji |
| #                            | Data                         | Stadion                          | Rywal                        | Wynik                        | Gol                          | Rozgrywki                    |
| 1998                         | 1998                         | 1998                             | 1998                         | 1998                         | 1998                         | 1998                         |
| ---------------------------- | ---------------------------- | -------------------------------- | ---------------------------- | ---------------------------- | ---------------------------- | ---------------------------- |
| 1.                           | 19.08.1998                   | Reykjavík, Islandia              | Łotwa                        | 4:1                          | 1                            | towarzyski                   |
| 2.                           | 05.09.1998                   | Reykjavík, Islandia              | Francja                      | 1:1                          | 0                            | El. ME 2000                  |
| 3.                           | 10.10.1998                   | Erywań, Armenia                  | Armenia                      | 0:0                          | 0                            | El. ME 2000                  |
| 4.                           | 14.10.1998                   | Reykjavík, Islandia              | Rosja                        | 1:0                          | 0                            | El. ME 2000                  |
| 1999                         |                              |                                  |                              |                              |                              |                              |
| 5.                           | 10.03.1999                   | Luksemburg, Luksemburg           | Luksemburg                   | 2:1                          | 0                            | towarzyski                   |
| 6.                           | 27.03.1999                   | Andora, Andora                   | Andora                       | 2:0                          | 0                            | El. ME 2000                  |
| 7.                           | 31.03.1999                   | Kijów, Ukraina                   | Ukraina                      | 1:1                          | 0                            | El. ME 2000                  |
| 8.                           | 28.04.1999                   | Attard, Malta                    | Malta                        | 2:1                          | 0                            | towarzyski                   |
| 9.                           | 05.06.1999                   | Reykjavík, Islandia              | Armenia                      | 2:0                          | 0                            | El. ME 2000                  |
| 10.                          | 09.06.1999                   | Moskwa, Rosja                    | Rosja                        | 0:1                          | 0                            | El. ME 2000                  |
| 11.                          | 18.08.1999                   | Thorshavn, Wyspy Owcze           | Wyspy Owcze                  | 1:0                          | 0                            | towarzyski                   |
| 12.                          | 04.09.1999                   | Reykjavík, Islandia              | Andora                       | 3:0                          | 0                            | El. ME 2000                  |
| 13.                          | 08.09.1999                   | Reykjavík, Islandia              | Ukraina                      | 0:1                          | 0                            | El. ME 2000                  |
| 14.                          | 09.10.1999                   | Saint-Denis, Francja             | Francja                      | 2:3                          | 0                            | El. ME 2000                  |
| 2000                         |                              |                                  |                              |                              |                              |                              |
| 15.                          | 31.01.2000                   | La Manga, Hiszpania              | Norwegia                     | 0:0                          | 0                            | towarzyski                   |
| 16.                          | 04.02.2000                   | La Manga, Hiszpania              | Wyspy Owcze                  | 3:2                          | 0                            | towarzyski                   |
| 17.                          | 27.07.2000                   | Reykjavík, Islandia              | Malta                        | 5:0                          | 0                            | towarzyski                   |
| 18.                          | 16.08.2000                   | Reykjavík, Islandia              | Szwecja                      | 2:1                          | 0                            | towarzyski                   |
| 19.                          | 02.09.2000                   | Reykjavík, Islandia              | Dania                        | 1:2                          | 0                            | El. MŚ 2002                  |
| 20.                          | 07.10.2000                   | Cieplice, Czechy                 | Czechy                       | 0:4                          | 0                            | El. MŚ 2002                  |
| 21.                          | 11.10.2000                   | Reykjavík, Islandia              | Irlandia Północna            | 1:0                          | 0                            | El. MŚ 2002                  |
| 22.                          | 15.11.2000                   | Warszawa, Polska                 | Polska                       | 0:1                          | 0                            | towarzyski                   |
| 2001                         |                              |                                  |                              |                              |                              |                              |
| 23.                          | 02.06.2001                   | Reykjavík, Islandia              | Malta                        | 3:0                          | 0                            | El. MŚ 2002                  |
| 24.                          | 06.06.2001                   | Reykjavík, Islandia              | Bułgaria                     | 1:1                          | 0                            | El. MŚ 2002                  |
| 25.                          | 15.08.2001                   | Reykjavík, Islandia              | Polska                       | 1:1                          | 0                            | towarzyski                   |
| 26.                          | 01.09.2001                   | Reykjavík, Islandia              | Czechy                       | 3:1                          | 0                            | El. MŚ 2002                  |
| 27.                          | 05.09.2001                   | Belfast, Irlandia Północna       | Irlandia Północna            | 0:3                          | 0                            | El. MŚ 2002                  |
| 2003                         |                              |                                  |                              |                              |                              |                              |
| 28.                          | 19.11.2003                   | San Francisco, Stany Zjednoczone | Meksyk                       | 0:0                          | 0                            | towarzyski                   |
| 2004                         |                              |                                  |                              |                              |                              |                              |
| 29.                          | 05.06.2004                   | Manchester, Anglia               | Anglia                       | 1:6                          | 0                            | towarzyski                   |
| 2005                         |                              |                                  |                              |                              |                              |                              |
| 30.                          | 08.06.2005                   | Reykjavík, Islandia              | Malta                        | 4:1                          | 0                            | El. MŚ 2006                  |
| 31.                          | 17.08.2005                   | Reykjavík, Islandia              | Południowa Afryka            | 4:1                          | 0                            | towarzyski                   |
| 32.                          | 03.09.2005                   | Reykjavík, Islandia              | Chorwacja                    | 1:3                          | 0                            | El. MŚ 2006                  |
| 33.                          | 07.09.2005                   | Sofia, Bułgaria                  | Bułgaria                     | 2:3                          | 0                            | El. MŚ 2006                  |
| 34.                          | 07.10.2005                   | Warszawa, Polska                 | Polska                       | 2:3                          | 0                            | towarzyski                   |
| 35.                          | 12.10.2005                   | Solna, Szwecja                   | Szwecja                      | 1:3                          | 0                            | El. MŚ 2006                  |

## Sukcesy
- Mistrzostwo Islandii: 2005, 2006 (FH)
- Puchar Islandii: 2007 (FH)
- Puchar Ligi Islandzkiej: 2006, 2007 (FH)
- Superpuchar Islandii: 2005, 2007 (FH)